# 战月昌
战月昌（？—），中华人民共和国政治人物。

## 生平
1991年2月，担任吉林市人民政府市长。此后担任吉林市政协副主席。